# Manihot reptans
Manihot reptans är en törelväxtart som beskrevs av Ferdinand Albin Pax. Manihot reptans ingår i släktet Manihot och familjen törelväxter. Inga underarter finns listade i Catalogue of Life.